# اودیسپاتو
اودیسپاتو (به لاتین: Udispattu) یک منطقهٔ مسکونی در سری‌لانکا است که در استان مرکزی (سری‌لانکا) واقع شده‌است.